# غوران أنجر
غوران أنجر (و. 1958  م) هو لاعب كرة سلة سويدي، ولد في غوتنبرغ، شارك في الألعاب الأولمبية الصيفية 1980.

## روابط خارجية
- غوران أنجر على موقع الاتحاد الدولي لكرة السلة (الإنجليزية)
- غوران أنجر على موقع سبورتس رفرنس (الإنجليزية)
- غوران أنجر على موقع أوليمبيديا (الإنجليزية)
- غوران أنجر على موقع اللجنة الأولمبية السويدية (السويدية)